# Seeboden am Millstätter See
Seeboden am Millstätter See je naselje v Občini Seeboden am Millstätter See v Okraju Špital ob Dravi  na Koroškem v Avstriji.